# Montgey
Montgey (okzitanisch: Montjèi) ist eine französische Gemeinde mit 274 Einwohnern (Stand: 1. Januar 2022) im Département Tarn in der Region Okzitanien (zuvor Midi-Pyrénées). Sie gehört zum Arrondissement Castres und ist Mitglied im Gemeindeverband Communauté de communes Aux sources du Canal du Midi. Die Bewohner werden Montjétois und Montjétoises genannt.

## Geografie

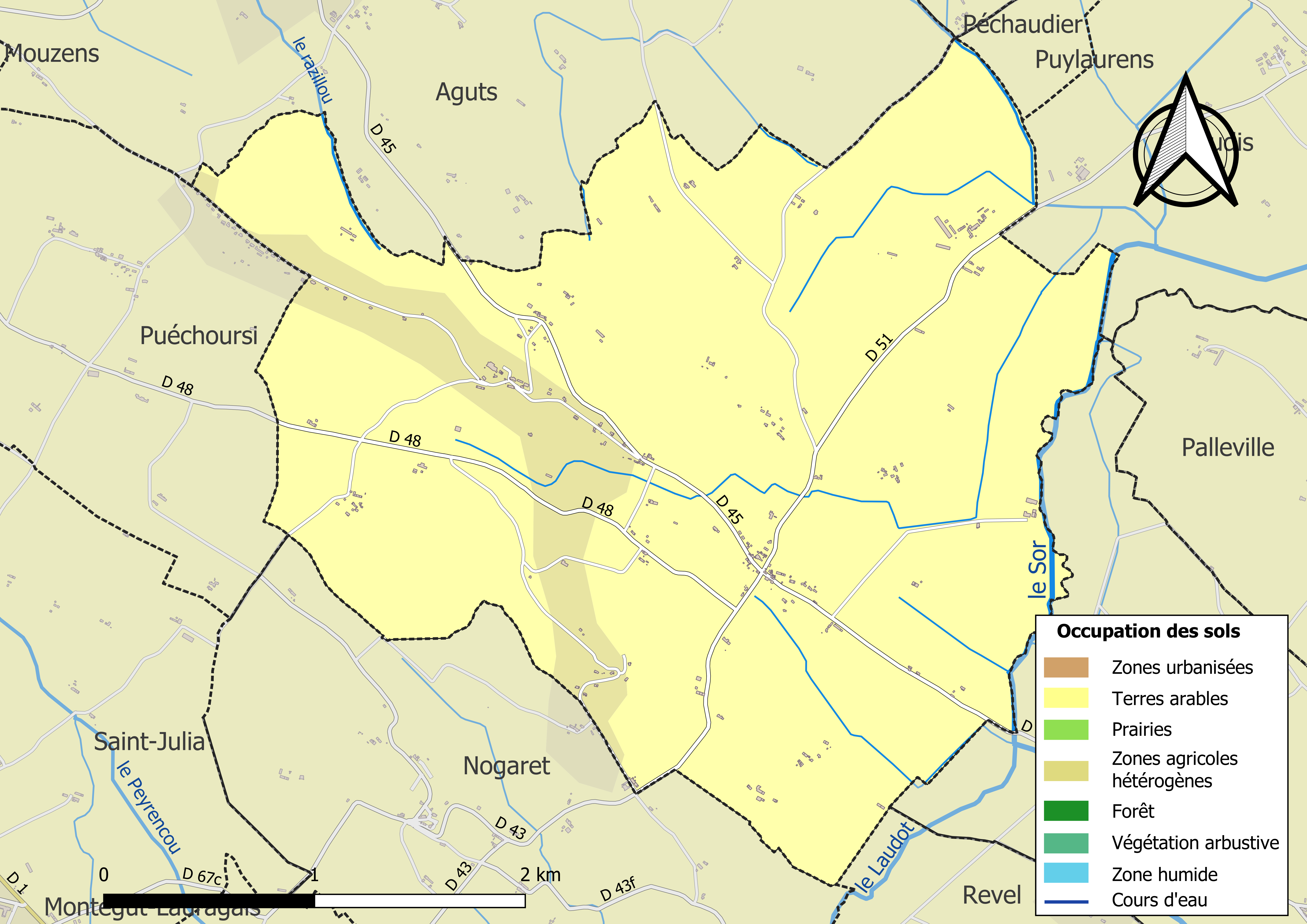
Bodennutzung, Hydrografie und Infrastruktur der Gemeinde (2018)

Montgey befindet sich in der historischen Landschaft des Lauragais am südlichen Rand des Départements an der Grenze zum benachbarten Département Haute-Garonne, etwa 47 Kilometer nordwestlich von Carcassonne und etwa 41 Kilometer ostsüdöstlich von Toulouse. Das Zentrum der Gemeinde liegt leicht erhöht auf etwa 325 m.
Das Gebiet von Montgey befindet sich im Einzugsgebiet der Garonne und wird vom Sor, vom Ruisseau de Thiers und von verschiedenen kleineren Bächen entwässert. Der Sor begrenzt hierbei die Gemeinde im Osten in nördlicher Richtung fließend.
Nahezu die gesamte Fläche der Gemeinde wird landwirtschaftlich genutzt.
Umgeben wird Montgey von den Nachbargemeinden Aguts im Norden und Nordwesten, Puylaurens im Nordosten, Poudis im Osten und Nordosten, Garrevaques im Osten und Südosten, Revel (Département Haute-Garonne) im Süden und Südosten, Nogaret (Département Haute-Garonne) im Süden sowie Puéchoursi im Westen.

## Geschichte
Im Rahmen des Albigenserkreuzzugs wurden im April 1211 in der Schlacht von Montgey die Kreuzfahrertruppen (wohl vor allem Deutsche und Friesen) beinahe vollständig von der Heerschar Graf Raimund Rogers von Foix, dem Schutzherrn der Katharer, aufgerieben.

## Bevölkerung
| Jahr                      | 1962 | 1968 | 1975 | 1982 | 1990 | 1999 | 2006 | 2013 | 2020 |
| Einwohner                 | 309  | 293  | 212  | 215  | 237  | 228  | 255  | 297  | 278  |
| Quelle: Cassini und INSEE |      |      |      |      |      |      |      |      |      |

## Sehenswürdigkeiten
- Die Ursprünge der Burg gehen auf ein römisches Oppidum zurück. Ein Kopf aus dieser Zeit wurde versiegelt in den Mauern der Burg gefunden. Einer anonymen Person aus dem 14. Jahrhundert zufolge blieb Simon de Montfort während des Albigenserkrieges auf der Burg, bevor sie abgerissen wurde. Von der ursprünglichen Burg aus kann man im Süden und Osten den Mauersockel des Hauptgebäudes und im Westen und Nordwesten Teile der Gebäude sehen. Auch die unterirdischen Gänge, deren Eingang sich im Park befindet, können dieser Zeit zugeordnet werden. Das heutige Erdgeschoss entspricht dem Standort des alten Schlosses. Das heutige Aussehen der Burg stammt aus dem 15. und 16. Jahrhundert. Das Gebäude hat einen viereckigen Grundriss um einen zentralen Innenhof, wird von vier Türmen flankiert und hat eine konvexe Südfassade. Der mächtigste der Türme im Südosten hat seinen gesamten Verteidigungsapparat beibehalten. In der alten Burg entsprach der Hauptteil des Hauses dem heutigen großen Raum. Eine Galerie im italienischen Stil, bestehend aus acht halbkreisförmigen Arkaden, verbindet den Hauptkörper mit dem Ritterturm. Zwei weitere Türme, die den Gebäuden vorgelagert waren, sorgten für zusätzlichen Schutz. Am Fuße des Dorfes bildeten Gräben eine erste Verteidigungslinie. Im 17. Jahrhundert erlebte das Schloss eine letzte Entwicklungsphase: Restaurierung der beiden Südtürme, Ausbau der Terrassen, Öffnung des großen, von zwei Pilastern flankierten Schlosstors, Bau der großen Treppe und des Renaissance-Kamins des Schlosses im großen Saal. Die Arbeiten wurden im 18. Jahrhundert (wahrscheinlich um 1723) mit dem Bau der Nebengebäude abgeschlossen, die auf einem Gewölbekeller außerhalb der alten nördlichen Stadtmauer errichtet wurden. In der zweiten Hälfte des 19. Jahrhunderts wurde ein zinnenbewehrter Bergfried angebaut. Fassaden und Dächer des Schlosses sind seit 1975 als Monument historique eingeschrieben.[2]
- Die ehemalige gotische Kirche Saint-Barthélemy datiert aus dem 15. Jahrhundert und ist seit 1979 als Monument historique eingeschrieben.
- Im Weiler Auvezines befindet sich die Kirche Notre-Dame-de-l’Assomption.

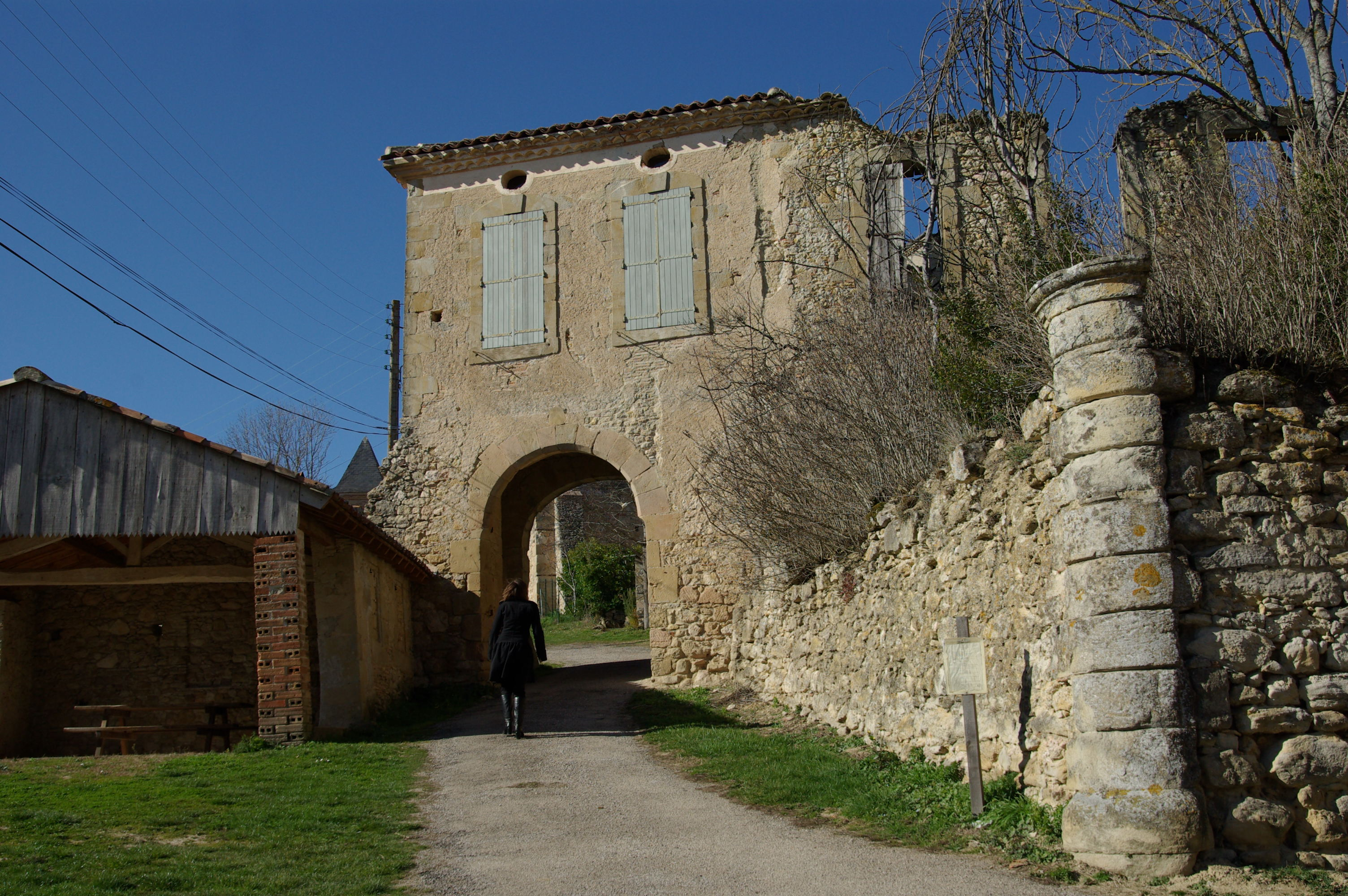
Eingang zum Schloss
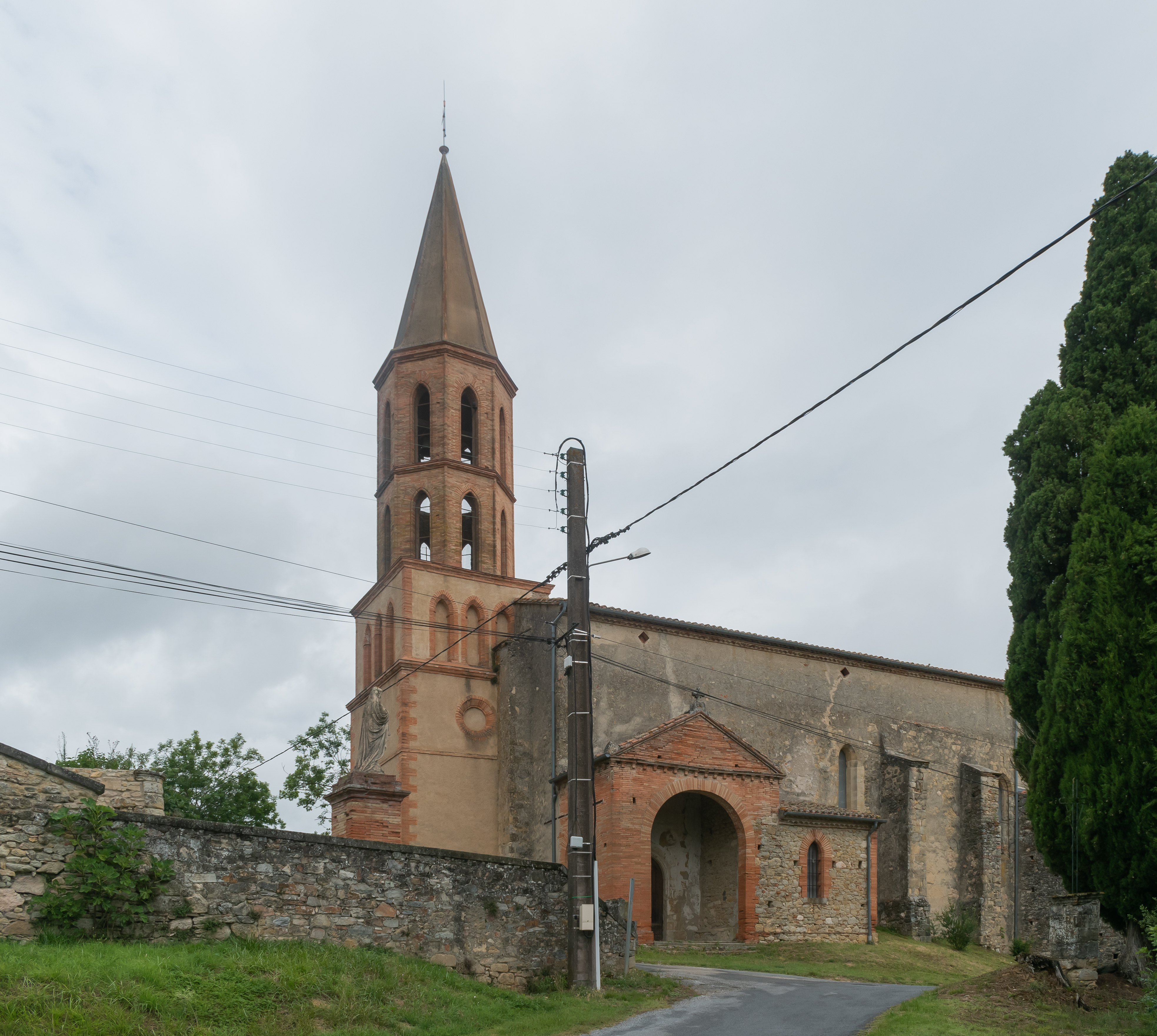
Kirche Saint-Barthélemy
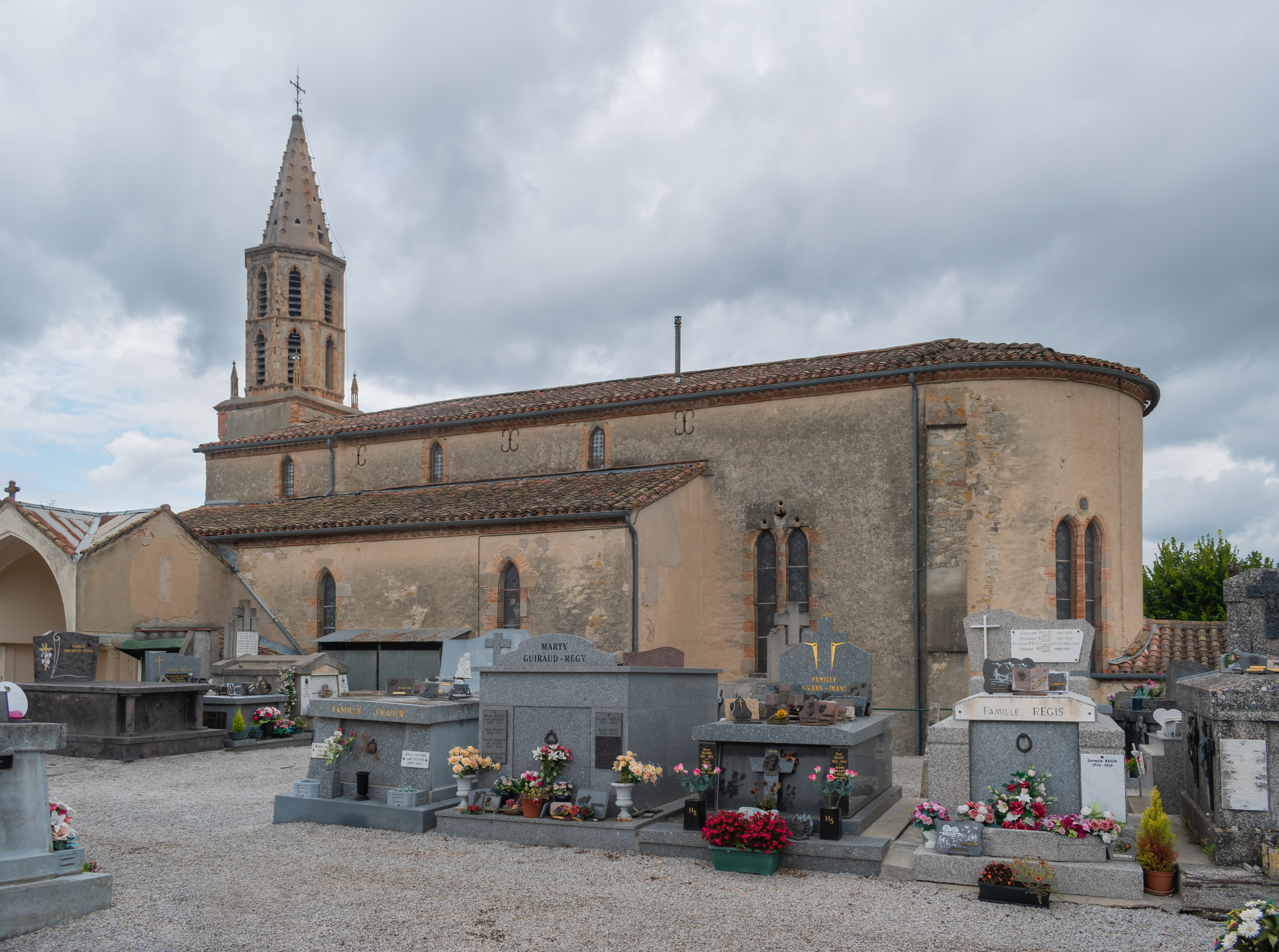
Kirche Notre-Dame-de-l’Assomption

## Verkehr
Montgey ist fernab von größeren Verkehrsachsen. Die nachrangigen Departementsstraßen 45, 48 und 51 sowie lokale Landstraßen stellen Verbindungen der Weiler innerhalb der Gemeinde und zu Nachbargemeinden her.